# Transitions Online
Transitions Online (TOL) — организация, способствующая развитию СМИ и выпускающая онлайн-журнал, посвященный новостям и событиям в 29 посткоммунистических странах Восточной и Центральной Европы, в том числе России, стран Балтии, Кавказа, а также Центральной Азии.

## История
TOL была основана в Чехии как некоммерческая организация в апреле 1999 года. Компания стала преемником журнала Transitions, ранее выходившего в печатном виде. Благодаря финансовой и организационной помощи института «Открытое общество» и фонда развития СМИ журнал вновь стал выходить в июле 1999 года, но уже в онлайн-виде. С этого времени TOL выпускает его, сотрудничая со многими журналистами регионов, где осуществляет свою деятельность. Кроме того, организация предоставляет им различные возможности для саморазвития и реализации; организует тренинги и семинары.
В 2001 году TOL стала обладателем награды за выдающийся вклад в развитие онлайн-журналистики от NetMedia. В 2003 году эта же компания наградила Transitions Online титулом лучшего инноватора в онлайн-журналистике. В 2005 году два редактора TOL вошли в список 50 европейцев года, составленный изданием European Voice, за освещение журналом процесса интеграции в рамках ЕС.

## Тренинги, проводимые для журналистов
TOL периодически проводит как платные, так и спонсируемые грантами семинары для журналистов на самые разные темы. Среди них такие, как работа в качестве журналиста за границей, освещение событий в Европейском Союзе, онлайн-журналистика, новые медиа и так далее. В сотрудничестве с BBC World Trust и Guardian Foundation организация также провели ряд дистанционных курсов по экологической и образовательной журналистике, а также новым медиа. К настоящему времени благодаря TOL свои навыки улучшили сотни журналистов.

## Другие проекты
В 2006 году TOL и фонд «Новая Евразия» объединили усилия в исследовании блогов как незатратного и при этом мощного инструмента для продвижения свободы слова, свободы СМИ, защиты прав человека и самовыражения в Центральной Азии. Проект поддерживал блогеров из этого региона, пишущих как на русском и английском, так и на местных языках.